# Francisco Coimbre
Francisco "Pancho" Coimbre Atiles (29 de enero de 1909 – 4 de noviembre de 1989), más conocido como Pancho Coimbre, fue un pelotero profesional puertorriqueño que jugó en la Liga de Béisbol Profesional de Puerto Rico (LBPPR) y en las Ligas Negras estadounidenses. De la LBPPR, Coimbre ganó dos títulos al bate y el prestigioso título de Jugador Más Valioso en el año 1943. Coimbre también jugó con equipos de béisbol en Colombia, Venezuela, República Dominicana y México. 
Después de su retiro como jugador del diamante de béisbol, Coimbre trabajó como entrenador y administrador de equipos en ligas de béisbol aficionado y profesional en Puerto Rico. Su último juego profesional fue con los Leones de Ponce en la temporada 1950-51. Teniendo 80 años de edad, Coimbre pereció en un trágico incendio en su hogar en Ponce cuando no logró escapar de las llamas.

## Primeros años
Francisco Coimbre nació en Coamo, Puerto Rico, hijo de Guillermo Coimbre y Zoila Atiles, el 4 de noviembre de 1889. Se le inscribió como residente del municipio de Arroyo en su certificado de nacimiento, como era la costumbre de esos años En 1922, se mudó con su madre a Ponce a fin de estar más cerca de su hermana Ángela. En Ponce, Coimbre comenzó a jugar bajo el entrenamiento y tutela de Miguel Caratini y Antonio Gordan, dos deportistas exaltados al Salón de la Fama del Béisbol de Puerto Rico. Fue en Ponce donde Coimbre comenzaría a participar activamente en deportes, incluyendo deportes de pista y campo y de béisbol.
Los primeros logros de Coimbre en el mundo de los deportes ocurrió en el área de pista y campo, donde compitió en carreras de 50 yardas, y donde finalmente desarrolló destrezas en otras áreas de ese deporte. Sin embargo, Coimbre fue trasladado a otra institución educativa de Caguas, donde trató de participar en competencias atléticas pero le fue negado ya que se le clasificó en una división distinta dentro de los archivos del Departamento de Instrucción Pública (DIP) de Puerto Rico. Coimbre no estuvo de acuerdo con esto.
El pleito se llevó a un Tribunal de Puerto Rico, siendo esta la primera vez que un tribunal puertorriqueño escuchaba un caso relacionado con deportes.  Subsecuentemente Coimbre fue trasladado a la Ponce High School, donde el DIP trató de sacarlo del equipo de atletismo tras alegaciones que Coimbre había recibido pago como estudiante de atletismo. El juez Roberto Tood Jr. determinó que la evidencia contra Coimbre era insufuciente y el caso fue archivado.

## Carrera de béisbol
Durante sus años en escuela superior, Coimbre jugó en una liga de beisból en las posiciones de lanzador y segunda base. Su entrada a una liga profesional ocurrió cuando fue recomendado por un miembro del equipo de los Leones de Ponce a oficiales del equipo. Los Leones de Ponce eran el equipo local de beisból aficionado y quienes estaban por jugar una serie contra los Atléticos de San Juan. Durante esa temporada el equipo estaba en necesidad de algunos jugadores más y Coimbre fue seleccionado por el dueño del equipo, Pipo Maldonado. Coimbre hizo su debut en un juego en Ponce, donde se le asignó jugar la posición del jardinero derecho. Logró cuatro hits en cinco oportunidades al bate. Coimbre continuó jugando con los Leones y, en el año 1928, participó en un campeonato contra el equipo de Guayama, donde el equipo de Ponce ganó seis juegos. En el último de estos juegos Coimbre ejerció como lanzador y ganó con un puntaje total de 5-3, en un juego que el equipo casi perdió debido a un error técnico de juego.
El primer juego de Coimbre fuera de Puerto Rico fue en la República Dominicana, donde jugó con un equipo llamado Sandino en la ciudad Santiago de los Caballeros en el año 1927. En el año 1929, jugó en el equipo de los "Magallanes" de Venezuela donde operó como lanzador y como jardinero. Luego de haber experimentado una temporada exitosa en la temporada del 1930 de la liga aficionada, Coimbre fue reclutado por los Tigres del Licey para jugar en la República Dominicana. Después de esa temporada, Coimbre jugó alternativamente en ambas ligas, regresando a Santo Domingo en 1931.
Al finalizar la temporada de beisból en Puerto Rico en el año 1932, Coimbre trabajó como guardia penal y jugó solamente con un equipo semi-profesional. Poco tiempo después, se le ofreció un contrato para jugar en La Guaira, con un equipo llamado Santa Marta. La temporada terminó con una victoria en el campeonato para Buchipluma, un segundo equipo del mismo dueño de Santa Marta. Luego de esto, Coimbre continuó jugando en Puerto Rico y en la República Dominicana alternativamente.
En el año 1935, Coimbre se mudó a Maracaibo donde jugó con Pastora en el estadio de Zulia. El equipo llegó a la serie final, pero perdió el campeonato a los Magallanes. Al finalizar la temporada Coimbre se mudó a La Victoria, Aragua, donde uno de sus amigos vivía en una hacienda. Allí jugó en una serie que sirvió para determinar cual sería el listado final de Concordia, el equipo que viajaría a jugar ese año en Puerto Rico. Coimbre participó en la serie pero prefirió jugar con el equipo de Ponce y no con el de Concordia.  En el año 1937, Coimbre regresó a la República Dominicana donde su equipo ganó el campeonato de la liga, en lo se describió como, "el más poderoso equipo del que exista memoria alguna."
Coimbre jugó 13 temporadas en la liga de beisból profesional de Puerto Rico con los Leones de Ponce. Durante este periodo su equipo ganó 5 campeonatos a nivel de la liga. Coimbre terminó su carrera de beisbolista con un promedio de .337, y 2.2 strikeouts por temporada, incluyendo las cuatro temporadas corridas desde los años 1939 al 1942, sin ningún strikeout.

## La LBPPR
En 1935, Coimbre regresó a Puerto Rico y encontró que se estaba organizando la Liga de Béisbol Profesional de Puerto Rico (LBPPR).  Coimbre se unió al equipo del Ponce-Kofresí, el cual representaba a la ciudad de Ponce. El entrenador del equipo lo era Isidro Fabré y su propietario lo era el propio alcalde de Ponce, Juan Luis Boscio. Una vez concluida la temporada, Coimbre viajó a Nueva York por primera vez en su vida, tras una invitación de un amigo. Su propósito al viajar a Nueva York era visitar a su hermana.

## Las Ligas Negras
Mientras Coimbre disfrutaba de este viaje a Nueva York conoció a Santiago Bartolomei, propietario del equipo "Puerto Rico Stars", y el cual estaba compuesto por jugadores de Puerto Rico y Cuba. Bartolomei le ofreció un contrato a Coimbre para que jugara en su equipo, el que Coimbre aceptó, haciéndose miembro del equipo.
Mientras jugaba para los Puerto Rico Stars, Coimbre recibió otra oferta de contrato, esta vez de parte de Alejandro Pompéz, propietario de los New York Cubans. Coimbre hizo su debut en un juego contra un equipo llamado Buschwick, y que tomó lugar en Brooklyn, Nueva York. En sus primeros dos juegos con el equipo, Coimbre conectó cuatro hits -- tres solos y un doble. Al concluir la serie, Pompez le ofreció renovar el contrato para la próxima temporada con los New York Cubans quienes, para entonces, iban a estar jugando en las Ligas Negras. Coimbre también jugó en Ponce durante la temporada del 1940-41, donde terminó la temporada con un promedio de bateo de .401 sin ser ponchado en ninguna ocasión. Su segunda temporada con los New York Cubans ocurrió con un promedio de .409, y Coimbre fue incluido en el juego "All Stars" de la liga por primera vez en su carrera.
En el 1942 Coimbre se hizo miembro de las Ligas Negras norteamericanas jugando para los equipos de los Porto Rico Stars y los New York Cubans, con los que jugó varias temporadas. Su promedio al bate se mantuvo sobre .300 durante este tiempo, incluyendo dos temporadas cuando bateó sobre .400. Mientras jugaba en las Ligas Negras, Coimbre fue seleccionado en dos ocasiones para jugar en el juego East-West all Stars, donde jugó con varios peloteros quienes en el futuro serían seleccionados para el Salón de la Fama del Beisból Profesional estadounidense.
Luego de esto, Coimbre regresó a Ponce y logró un promedio de 0.372 con su equipo. Esta temporada marcó la primera vez que Ponce ganó un campeonato en la LBPPR. Durante la próxima temporada, Coimbre ganó su primer compeonato al bate en la LBPPR, terminando con un promedio de .342 luego de conectar hits en 22 juegos consecutivos.
El año 1943 le presentó a Coimbre su mejor temporada dentro de las Ligas Negras americanas, ya que fue seleccionado al equipo de los "All-Stars" por segunda vez y tuvo un promedio de .428, el promedio más alto de su carrera con los New York Cubans. Ese año Coimbre recibió un tributo en el Estadio Yankee, donde cientos de puertorriqueños se unieron para ofrecerles este honor. Ese mismo año, Coimbre dirigió la LBPPR en la categoría de carrera impulsadas, logrando un puntaje de 27 RBIs. 
Luego él fue invitado a jugar en la Liga Mexicana de Béisbol por primera vez en su carrera, donde se unió a un equipo llamado Puebla. Inicialmente tuvo dificultades adaptándose al clima de México. Sin embargo, su promedio mejoró a medida que la temporada se desarrollaba y finalmente terminó como uno de los líderes de la liga. Algo similar le ocurrió en la temporada 1944-45 de la LBPPR, donde Coimbre no pudo lograr un hit en sus primeros juegos pero terminó ganando su segundo campeonato al bate.

## Retirada y muerte
Tras su retirada del diamante, Coimbre siguió trabajando como entrenador para el equipo de los Leones de Ponce el cual llevó a lograr dos campeonatos. Coimbre también extendió su esfera de influencia a la Serie del Caribe, un tornamento donde participan los campeones de cada liga del área del Caribe. Recibió también una invitación del propietario del equipo Caguas-Guayama, para administrar su equipo. También trabajó administrando los Indios de Mayagüez, cuando tal equipo viajó a jugar a La Habana, Cuba. Luego trabajó como entrenador en la liga de beisból aficionado mientras también continuaba su participación con el equipo profesional de Ponce y comenzaba a entrenar el equipo de Juana Díaz, Puerto Rico. 
Subsecuentemente también trabajó como explorador de talentos de beisból para el equipo de los Piratas de Pittsburgh. Fue bajo una de estas exploraciones que descubrió a Roberto Clemente quien para esos momentos jugaba en pequeñas ligas, con el equipo de Dodgers de Brooklyn.
Coimbre murió el 4 de noviembre de 1989, atrapado en una casa que se envolvió en llamas. De acuerdo con el Cuerpo de Bomberos de Ponce, el fuego comenzó en la estufa mientras él cocinaba, y consumió rapidamenete la estructura de madera. Cuando Coimbre trató de escapar no pudo dado que él había cerrado la puerta de entrada con un candado. Sus restos mortales descansan en el Cementerio Civil de Ponce.

## Legado
El municipio de Ponce ha honrado su memoria nombrando su museo de deportes Museo Francisco Pancho Coimbre. El museo, que continiene una grande exposición de recuerdos del mundo del deporte ponceño, está localizado en la Calle Lolita Tizol de la ciudad.  También en Ponce, Coimbre es honrado con una placa de bronce en el Parque del Tricentenario. Además, el edificio de la Secretaría de Recreación y Deportes del Municipio de Ponce en la Avenida Las Américas lleva su nombre.
La ciudad de Coamo también le ha honrado nombrando su complejo deportivo "Complejo Deportivo Francisco Pancho Coimbre" con su nombre.